# Stadio Chacarita Juniors
Lo stadio Chacarita Juniors (in spagnolo: Estadio de Chacarita Juniors) è un impianto sportivo della località di Villa Maipú, nel partido di General San Martín, in provincia di Buenos Aires. Ospita le partite interne del Club Atlético Chacarita Juniors ed ha una capienza parziale di 13 260 spettatori.

## Storia
Fu inaugurato il 8 luglio 1945 con un'amichevole tra la squadra di casa ed il River Plate di Montevideo terminata 1-0 a favore del Funebrero.
Il 31 ottobre 2005, sconfiggendo per 3-0 il Tigre, il Chacarita giocò il suo ultimo incontro nello stadio. Successivamente l'impianto fu chiuso e le vecchie tribune in legno furono smantellate e demolite. Il 19 febbraio 2007 incominciarono i lavori di costruzione delle nuove tribune in cemento. Il 30 gennaio 2011 lo stadio riaprì i battenti con una capienza parziale di 13.260 posti.

## Descrizione
Lo stadio ha una capienza parziale di 13.260 posti, così ripartiti:
- Tribuna superiore: 1.224 posti a sedere
- Tribuna inferiore: 1.326 spettatori
- Curva locale: 10.710 spettatori